# Krieg
Pour les articles homonymes, voir Krieg (homonymie).
Krieg est un groupe de black metal américain, originaire de Philadelphie, en Pennsylvanie. Se situant dans la vague de black metal américain appelée USBM (United States black metal), Krieg annonce au label Battlekomando que le groupe changera bientôt de nom pour N.I.L. Ce groupe n'est pas la continuation de Krieg, mais plutôt considéré comme un projet sur le côté. Lord Imperial est le principal personnage derrière ce groupe extrême.

## Biographie
Le groupe est formé en 1995, initialement sous le nom de Imperial,, et change de nom pour Krieg (« guerre » en allemand) en 1997 afin d'éviter toute confusion avec d'autres groupes appelés Imperial. Krieg publie son premier album Rise of the Imperial Hordes en 1998, puis un deuxième album, Sono Lo Scherno, qui ne sera pas publié à cette période. Certaines des chansons sont utilisées sur leur split avec Kult ov Azazel et la compilation The Black Plague.
En 2001, Krieg joue avec Godless North et Inquisition à la tournée Black Metal Invasion en Allemagne, où ils sont accompagnés du groupe local Secrets of the Moon. Au concert de Krieg au Die Festung de Bitterfeld le 8 décembre 2001, Imperial dédie son set à Kanwulf de Nargaroth, tabassé par le chanteur Ronald Wolf Möbus, du groupe NSBM Absurd, pour avoir menacé de tuer le fils de ce dernier (à l'époque âgé d'un an),. Le concert est enregistré et publie comme EP live intitulé Kill Yourself or Someone You Love.
En 2003, Krieg effectue des splits avec Antaeus, Satanic Warmaster, le groupe américain Black Witchery, ainsi qu'avec Goat Semen, Necroplasma et Nazxul, et un avec Open Grave. Le groupe publie aussi l'album The Black House, suivi par une tournée avec Demoncy et Abazagorath,. En 2004, Krieg annonce un dernier album intitulé The Harmony Virus,. Imperial explique qu'il souhaite dissoudre Krieg « [p]arce que, maintenant, j'ai presque atteint tous les buts que je m'étais fixé. Il se pourrait que KRIEG reviennent une fois que j'aurai accompli mes projets à venir. On verra. » Il annonce aussi un split single avec le groupe canadien Lust. 
En 2005, Blue Miasma est publié et est le dernier album de Krieg. L'album est enregistré au Winterblut Studio (Allemagne), Studio One (États-Unis), et au Orchard Studio (États-Unis) en 2005, et distribué par No Colours Records et Darkland Records. En 2006, Krieg, aux côtés de Noctuary, se lance en tournée sur la côte ouest des États-Unis, avec quelques dates pour le Mexique. En 2014, Krieg publie un projet musical appelé Transient au label Candlelight Records.

## Style musical
Le chanteur du groupe, Imperial, explique avoir formé Krieg pour « [un] besoin d'exprimer mes émotions, qui ne tenaient plus, qui me consumaient. […] Pour moi, ça a toujours été une vision et une parole. » Imperial explique qu'il essaye tant bien que mal de « contrôler » ses pulsions, comme une crise de nerfs en 2004 et un « dosage puissant de valium pour contrôler une très violente colère. » Imperial s'inspire « largement de ses délires et cauchemars. »

## Discographie

### Albums studio
- 1998 : Rise of the Imperial Hordes
- 2000 : Destruction Ritual
- 2002 : The Black House
- 2005 : Sono Lo Scherno
- 2006 : Blue Miasma
- 2012 : The Isolationist
- 2014 : Transient

### EPs
- 1996 : Battlegod (démo)
- 2001 : The Church (réédition de Forgotten Secrets démo)
- 2002 : Kill Yourself or Someone You Love (live EP)
- 2002 : Tormenting Necrometal (cassette)
- 2002 : Songs for Resistance (cassette)
- 2004 : Patrick Bateman

### Splits
- 2000 : None Shall Escape the Wrath (split avec Judas Iscariot, Eternal Majesty, et Macabre Omen)
- 2001 : To the Coming Age of Intolerance (split avec Judas Iscariot)
- 2002 : Kult ov Azazel / Krieg (split avec Kult ov Azazel)
- 2003 : Krieg vs. Antaeus (split avec Antaeus)
- 2003 : Krieg / Satanic Warmaster (split avec Satanic Warmaster)
- 2003 : 4 Spears in Gods Ribs (split avec Goat Semen, Necroplasma, et Nazxul)
- 2003 :  Resistance Is Futile (split avec Open Grave)
- 2004 : Death Glorification (split avec Morte Incandescente)
- 2004 : Satan Shitting on Cunt / Flesh Descending (split avec Nunslaughter)
- 2004 : Krieg / Azaghal (split avec Azaghal)
- 2005 : Daze West (split avec Nachtmystium)
- 2006 : Bleeding for Him / The Church (split avec Bael)
- 2009 : Krieg / Caïna (split avec Caïna)
- 2011 : Krieg / Gravecode Nebula (split avec Gravecode Nebula)
- 2015 : Krieg / Leviathan (split avec Leviathan)

### Compilations
- 1999 : Slit Their Throats to the Spine (sur The Cold, The Silent)
- 2001 : The Black Plague

## Membres

### Membres actuels
- N - chant
- A Poole - guitare
- D Zdanavage - guitare
- D Sykes - basse
- J Dost - batterie

### Anciens membres
- Lord Soth - chant, clavier, basse, guitare[10],[11],[12]
- MK - chant, batterie[13]
- Satanic Tyrant Werewolf - chant, guitare[13]
- Azentrius - chant, basse, guitare[3],[13],[14]
- Aazaron - chant[15]
- L’hiver - chant, guitare[15]
- Stavros G. - chant[14]
- SM Daemon[6],[13],[15],[16],[17],[18]
- D.O.A. - guitare[19],[20]
- Wrest - basse[14]
- Steven Nelson - basse[21]
- Asmodaios - basse
- God Vomit - basse
- Xaphan - basse
- Azag - guitare, clavier[11],[12]
- Wrath - guitare[6]
- Phaedrus - guitare, violon[15],[17],[18]
- Malefitor - guitare[13]
- H.C. - guitare, batterie[11],[22]
- Joseph Van Fossen - guitare[14],[21]
- J Tarby - batterie[11],[12]
- Bestial Deathhammer - batterie[11]
- Duane Timlin - batterie[23],[24]
- Teloc Coraxo - batterie[24],[25]
- Butcher - batterie[6],[16],[18]
- Wargoat Obscurum - batterie[19],[20]
- Thron - batterie[15]
- Winterheart - batterie[13]
- Tomas - batterie[9]
- Chris Grigg - batterie[14],[17]
- Sebastian Engelhardt - batterie
- Flakpanzer 38 - batterie
- Rob Alaniz - batterie[21]
- Thrawn - batterie
- Cryptic Winter - batterie
- Ted « Archæon » Tringo - paroles, clavier[10]
- Sanford Parker - clavier[14]